# Грузинцев, Григорий Алексеевич
Григорий Алексеевич Грузинцев (1881—1929) — математик, профессор математики Харьковского университета и Екатеринославского института народного образования.

## Биография
Родился в 1881 году в Харькове. Учился в 1-й Харьковской гимназии (1891—1898). Сын профессора физики Харьковского университета Алексея Петровича Грузинцева. Учился на физико-математическом факультете Харьковского университета (1898—1908). Слушал семинары (Феликса Клейна, Давида Гильберта, Германа Минковского) в Геттингенском университете (1902—1903). В 1908 году по представлению профессоров А. П. Пшеборского и Д. М. Синцова в Харьковском университете для приготовления к профессорскому званию. Избран членом совета Харьковских высших харьковских женских. Преподавал в средних учебных заведениях Харькова. Участвовал в издании «Народной энциклопедии» Харьковского общества грамотности и «Révue Semestrielle». В 1914 году был командирован за границу. Ввиду невозможности попасть в Германию, пробыл до 1916 года в Неаполе, где работал при университете и Academia delle Scienze над задачей «Определение особенных точек однозначных аналитических функций».
Вернувшись в конце 1916 года в Россию, продолжил преподавание в Харьковском университете в качестве приват-доцента и в других вузах — в качестве профессора. Работал в Днепропетровске (с 1919), главным образом в Институте народного образования. В то же время был выбран действительным членом кафедры математического анализа в Харьковском университете. Научные работы в этот период были посвящены темам теории функций и основаниям анализа, а также методологии науки («Курс логики», «Введение в теорию науки», «Очерки по теории науки»). В этот период делал доклады в различных научных организациях Днепропетровска, Харькова и Москвы по математике и методологии науки.
У Грузинцева обострилась тяжёлая болезнь лёгких, но несмотря на это, кроме научной исследовательской работы он вёл интенсивную общественную, преподавательскую и организационную работу, читал публичные лекции по астрономии и общим вопросам знания. Готовил к печати учебники для рабфаков и научно-популярные книжки. Организовал Физико-математическое общество в котором стал председателем. Вёл занятия по математическому анализу в институте и экзаменовал студентов (уже тяжело больной, в постели).
Общий упадок сил на почве истощения организма, перегруженного непосильной работой, нервное переутомление и осложнение туберкулёза на гортань, лишившее его возможности принимать пищу — всё это привело к неизбежному концу. Г. А. Грузинцев скончался 22 августа 1929 года в 7 часов утра.